# تيريزا كروفورد
تيريزا كروفورد (6 أغسطس 1976 في الولايات المتحدة - ) (بالإنجليزية: Therese Crawford)‏ هي لاعبة كرة طائرة الولايات المتحدة في مركز ضارب خارجي ‏. لعبت مع Roma Pallavolo ‏.

## وصلات خارجية
- تيريزا كروفورد على موقع الاتحاد الأوروبي (الإنجليزية)
- تيريزا كروفورد على موقع دوري الدرجة الأولى الإيطالي للكرة الطائرة - سيدات (الإيطالية)
- تيريزا كروفورد على موقع اللجنة الأولمبية والبارالمبية الأمريكية (الإنجليزية)